# رنه بلیارد
رنه بلیارد (انگلیسی: René Bliard; ۱۸ اکتبر ۱۹۳۲ – ۲۷ سپتامبر ۲۰۰۹) بازیکن فوتبال اهل فرانسه بود.
از باشگاه‌هایی که در آن بازی کرده‌است می‌توان به باشگاه فوتبال استاد رنس اشاره کرد.
وی همچنین در تیم ملی فوتبال فرانسه بازی کرده‌است.